# توماس ديفيد جونز
توماس ديفيد جونز (بالإنجليزية: Thomas David Jones)‏ (و. 1955 – م) هو ضابط، ورائد فضاء، وطيار من الولايات المتحدة الأمريكية . ولد في بالتيمور، ماريلاند .

## ريادة الفضاء
شارك في المهمات الفضائية:
- STS-59[4]
- STS-80[4]
- STS-68[4]
- STS-98.[4]

## التعليم
تعلم في جامعة أريزونا، وأكاديمية سلاح الجو الأمريكي

## الخدمة العسكرية
خدم في القوات الجوية الأمريكية.